# Église Notre-Dame-du-Sacré-Cœur de Randwick
L’église Notre-Dame-du-Sacré-Cœur (anglais : Our Lady of the Sacred Heart Church) est un édifice religieux catholique du la fin du XIXe siècle situé à Sydney, en Australie.

## Situation et accès
L’édifice est situé au no 193 de la rue Avoca (anglais : Avoca Street), dans la banlieue de Randwick et plus largement vers le centre de la Ville de Randwick.

## Histoire
La cérémonie de pose de la première pierre a lieu le 5 juin 1887, dans l'après-midi.